# Wojciech Wierzejski

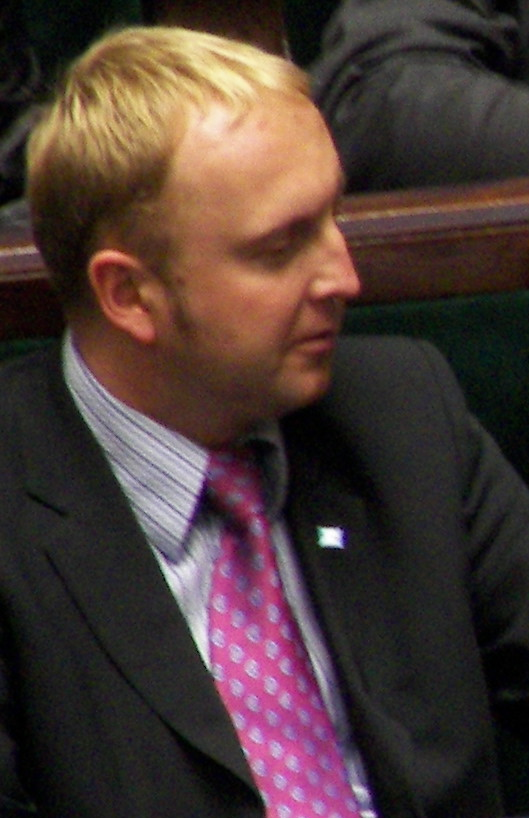
Wojciech Wierzejski im Jahr 2007

Wojciech Wierzejski (* 6. September 1976 in Biała Podlaska) ist ein polnischer Politiker (LPR). Von 2004 bis 2005 war er Mitglied des Europäischen Parlaments und von 2005 bis 2007 gehörte er dem Sejm in der V. Wahlperiode a. Im März/April 2009 war er kommissarischer Vorsitzender der LPR.

## Leben und Beruf
Wierzejski studierte an der Warschauer Universität Philosophie und Soziologie, Wirtschaftswissenschaften an der Szkoła Główna Handlowa w Warszawie und Rechtswissenschaften an der Adam-Mickiewicz-Universität Posen. Er schloss diese Studien jedoch nicht ab. Später schloss er ein politikwissenschaftliches Studium am Collegium Civitas und wurde 2012 am Institut für Politikwissenschaft der Polnischen Akademie der Wissenschaften mit der Arbeit „Etyka w polityce. Neoarystotelizm Alasdaira MacIntyre’a jako odpowiedź na kryzys postoświeceniowej filozofii moralnej i politycznej“ promoviiert. 2001 war er Chefredakteur von „Myśl Polska“ und 2008/09 von „Polityka Narodowa“. Später wurde er Dozent an der Kardinal-Stefan-Wyszyński-Universität Warschau und war Präsident der Stiftung „Rozwoju Społecznego i Obywatelskiego“. Er ist Autor mehrerer Bücher.

## Politik
1993 trat er in die Allpolnischen Jugend (MW) ein, 1995 bis 1997 war er deren Sekretär. Von 1999 bis 2000 war er Generalratsvorsitzender der MW. Zudem war er Mitglied der „Stronnictwo Narodowe“ und gehörte von 1996 bis 2001 deren Vorstand an. Seit 2001 gehört er der Liga Polskich Rodzin (LPRL) an. Bei der Parlamentswahl 2001 kandidierte er erfolglos für die LPR. Bei den Selbstverwaltungswahlen 2002 wurde er in den Sejmik der Woiwodschaft Masowien gewählt. Von 2002 bis 2004 war er Vizemarschall Masowiens. Bei der Europawal 2004 wurde er in das Europaparllament gewählt. Als Abgeordneter im Europaparlament der LPR 2004 bis 2005 war er ein Teil der konstitutionellen Kommission und stellvertretendes Mitglied der Bildungs- und Kulturkommission. Am 7. Mai 2005 heiratete er.
Bei der Parlamentswahl 2005 wurde er für die LPR inn den Sejm gewählt. Bei den Selbstverwaltungswahlen 2006 bewarb er sich um das Amt des Stadtpräsident von Warschau, erhielt jedoch nur 0,3 % der Stimmen. Bei der Parlamentswahl 2007 scheiterte die LPR an der 5-Prozent-Hürde und Wierzejski schied aus dem Sejm aus. Im März/April 2009 war er kommissarischer Vorsitzender der LPR und blieb anschließend bis 2021 Mitglied des politischen Rates. Bei der Europawal 2009 kandidiierte er für die LPR auf der Liste des Wahlkomitees „Libertas“, das aber mit nur 1,1 % der Stimmen an der 5-%-Hürde scheiterte.

## Kontroverse
Wierzejski ist für seine rechtsextremen Ansichten bekannt. 2004 hat er sich „aus hygienischen Gründen“ geweigert, den Organisatoren der Parada Równości (Gleichheitsparade) die Hand zu geben. Im selben Jahr publizierte er auf seiner Internetseite eine „Liste von Schwulen und Lesben“ inklusive derer Privatadressen, weshalb ihm nach seinem Ausscheiden aus dem Parlament und dem damit verbundenen Verlust der Immunität ein Prozess wegen Verstoßes gegen den Schutz persönlicher Daten drohte. Im Zuge der „Parada Normalności“ (Normalitätsparade, die im Gegensatz zur Gleichheitsparade vom damaligen Warschauer Bürgermeister und späteren Präsidenten Polens Lech Kaczyński genehmigt wurde und die von der katholisch-nationalistischen Allpolnischen Jugend durchgeführt wurde) stellte er unter anderem fest:
„Personen, die als aktive Homosexuelle identifiziert wurden, sollten der traditionellen öffentlichen Intoleranz preisgegeben werden, damit sie später nicht bewusst, erkennbar, öffentlich und mutig herumlaufen und ihre Gesichter zeigen und sich auch noch ihrer Abnormalität rühmen können.“
Im Jahr 2006 erregte er vor der schwul-lesbischen Parada Równości in Warschau Aufsehen, indem er über die Ankündigung deutscher Politiker auf der Parade zu erscheinen kommentierte: „Das sind keine wichtigen Politiker, das sind nur Schwule. Wenn die einmal den Knüppel zu schmecken bekommen, werden sie nicht wiederkommen. Der Schwule nämlich ist von der Definition her feige.“ Er erhielt daraufhin eine Strafanzeige von der Bundesvorsitzenden der Grünen Claudia Roth.
Wojciech Wierzejski steht dazu, dass er ein katholischer Traditionalist ist. Er betont die Notwendigkeit, die Liturgie in lateinischer Sprache abzuhalten und dass der Priester die heilige Messe mit dem Gesicht zum Altar statt zu den Gläubigen abhalten sollte.
Er wird zu den „faschistischen“ Mitgliedern der LPR gezählt. In seiner Jugend war er ein neofaschistischer Skinhead. Die Zeitschrift „Fakt“ veröffentlichte Fotos von ihm, auf denen er die Hand zum Hitlergruß erhoben hat. Von ihm sind unrühmliche Zitate und Aktionen bekannt, die er im Rahmen von Aktivitäten in seiner Partei und bei der Allpolnischen Jugend an den Tag gelegt hat.